# Christian Tröger
Christian Tröger, né le 6 octobre 1969 à Munich, est un nageur allemand.

## Palmarès

### Jeux olympiques
- Barcelone 1992
  -  Médaille de bronze en 4 × 100 m nage libre.
- Atlanta 1996
  -  Médaille de bronze en 4 × 100 m nage libre
  -  Médaille de bronze en 4 × 200 m nage libre[1].

### Championnats du monde petit bassin
- Championnats du monde 1993 à Palma de Majorque
  -  Médaille d'argent en 4 × 200 m nage libre.
- Championnats du monde 1997 à Göteborg
  -  Médaille d'or en 4 × 100 m nage libre.
- Championnats du monde 2000 à Athènes
  -  Médaille de bronze en 4 × 100 m nage libre.

### Championnats d'Europe
- Championnats d'Europe de natation 1993 à Sheffield
  -  Médaille d'argent en 4 × 200 m nage libre.
  -  Médaille de bronze en 4 × 100 m nage libre.
- Championnats d'Europe de natation 1995 à Vienne
  -  Médaille d'argent en 4 × 100 m nage libre.
- Championnats d'Europe de natation 1997 à Séville
  -  Médaille d'argent en 4 × 100 m nage libre.
  -  Médaille d'argent en 4 × 100 m 4 nages.
- Championnats d'Europe de natation 1999 à Istanbul
  -  Médaille d'argent en 4 × 100 m 4 nages.
  -  Médaille de bronze en 4 × 100 m nage libre.
- Championnats d'Europe de natation 2000 à Helsinki
  -  Médaille d'argent en 4 × 100 m nage libre.

### Championnats d'Europe en petit bassin
- Championnats d'Europe de natation en petit bassin 1996 à Rostock
  -  Médaille d'or en 4 × 50 m nage libre.